# Wiesnerella
Wiesnerella là một chi rêu trong họ Wiesnerellaceae.